# Henny Skjønberg
Henny Skjønberg, född 6 augusti 1886 i Stavanger, död 5 januari 1973 i Oslo, var en norsk skådespelare och dramatiker.
Skjønberg var i huvudsak anställd vid Det Norske Teatret, där hon med humor och ironi särskilt utmärkte sig i karaktärskomiska roller som Nille i Ludvig Holbergs Jeppe på berget och Hønse-Lovisa i Oskar Braatens Ungen. Hon var aktiv inom filmen mellan 1920 (Tattar-Anna) och 1967 (Liv), men är bäst ihågkommen för sin roll som Tante Pose i filmen med samma namn (1940).
Som dramatiker skrev Skjønberg flera barnkomedier som uppfördes på Det Norske Teatret: Bli med til Kina (1932), Utstøytt (1941) och Hallo Afrika (1950). Hon var också aktiv som regissör, särskilt av teaterns barnföreställningar.
Skjønberg var gift med Eugen Skjønberg och mor till skådespelarna Pål och Espen Skjønberg.

## Filmografi
- 1920 – Tattar-Anna
- 1921 – Jomfru Trofast
- 1921 – Felix
- 1926 – Glomdalsbruden
- 1926 – Brudefärden i Hardanger
- 1927 – Den glade enke i Trangvik
- 1935 – Samhold må til (kortfilm)
- 1936 – Norge for folket
- 1937 – Tattarbruden
- 1939 – Familien på Borgan
- 1939 – Gjest Baardsen
- 1940 – Tørres Snørtevold
- 1940 – Godvakker-Maren
- 1940 – Tante Pose
- 1941 – Gullfjellet
- 1942 – Nordlandets våghals
- 1943 – Sangen til livet
- 1948 – Dit vindarna bär
- 1951 – Vad vore livet utan dig
- 1951 – Ukjent mann
- 1953 – Selkvinnen
- 1955 – Arthurs forbrytelse
- 1957 – Hjemme hos oss. Husmorfilmen 1957.
- 1961 – Et øye på hver finger
- 1962 – Tonny
- 1963 – Prosessen
- 1964 – Frankrikes dronninger
- 1964 – Husmorfilmen høsten 1964
- 1964 – Klokker i måneskinn
- 1967 – Liv